# George W. Johnson
George Washington Johnson, född den 29 oktober 1846, död den 23 januari 1914, var en amerikansk sångare och pionjär inom ljudinspelning. Han var den första afroamerikanska stjärnan som spelade in sin musik på fonograf.